# Max Büttner (Offizier)
Max Büttner (* unbekannt; † 17. Januar 1946 in Nikolajew) war ein deutscher Gendarmerieoffizier, zuletzt Major der Gendarmerie.

## Leben
Max Büttner war erst ein Angehöriger der Polizei in der Stadt Nikolajew. Später wurde er Kommandeur des Polizei-Freiwilligen-Kommandos "Schwarzes Meer" Nr. 1, welches 1944 aus russischen Freiwilligen aufgestellt worden war. Die Unterstellung des Kommandos war unter den SS- und Polizeiführer Nikolajew. Im Frühjahr 1944 wurde Nikolajew von der Roten Armee eingenommen. Zu Kriegsende wurde Büttner in Rumänien bei der Luftwaffe eingesetzt.
Anfang 1945 wurde er nahe Pucheni-Mici, dort lag ein Kommandostab, gefangen genommen. Nach Kriegsende wurde er am 17. Januar 1946 gemeinsam mit anderen deutschen Angeklagten, welche unter der deutschen Besatzung in Nikolajew eingesetzt waren, von einem sowjetischen Militärtribunal auf Grundlage der Strafvorschrift Ukas 43 in Nikolajew aufgrund Kriegsverbrechen zum Tode verurteilt und am gleichen Tag hingerichtet. Auch der ehemalige Kommandant von Nikolajew, Generalleutnant Hermann Winkler, wurde gemeinsam mit Büttner verurteilt und hingerichtet.